# Maruleng Local Municipality
Maruleng (englisch Maruleng Local Municipality) ist eine Lokalgemeinde im Distrikt Mopani der südafrikanischen Provinz Limpopo. Der Verwaltungssitz befindet sich in Hoedspruit. Frau Happy Dipuo Thobejane ist die Bürgermeisterin.
Der Gemeindename leitet sich ab vom Sepedi-Wort für den Marula-Baum, der dort wächst. Aus dessen Früchten wird der Amarulalikör hergestellt.

## Städte und Orte
| - Banereng Ba Letsoalo - Banereng Ba Sekororo - Calais - Diphuti - Hoedspruit - Klaserie - Mametja - Naphuno | - Ofcolaco - Olifantstenk - Palmloop - Trichardtsdal |

## Bevölkerung
Im Jahr 2011 hatte die Gemeinde 94.857 Einwohner in 24.470 Haushalten auf einer Fläche von 3244,30 km². Davon waren 95,5 % schwarz und 3,8 % weiß. Erstsprache war zu 86,9 % Sepedi, zu 3,8 % Xitsonga, zu 2,7 % Afrikaans und zu 1,6 % Englisch.

## Naturschutzgebiete
- Balule Private Game Reserve[6]
- Kapama Private Game Reserve[7]
- Karongwe Private Game Reserve[8]
- Ndlovumzi Nature Reserve[9]